# Kerncentrale Ignalina
De kerncentrale Ignalina (Litouws: Ignalinos Atominė Elektrinė, IAE, Russisch: Игналинская атомная электростанция, Ignalinskaja atomnaja elektrostantsija) ligt in het uiterste noordoosten van Litouwen, vlak bij de grens met Wit-Rusland (4 km) en Letland (7 km). Hoewel de naam anders doet vermoeden, ligt het 50 kilometer ten oosten van de plaats Ignalina. De dichtstbijzijnde plaats is Visaginas, dat speciaal gebouwd is voor werknemers van de centrale.
De kerncentrale is de enige in Litouwen en verzorgde ongeveer driekwart van de Litouwse energiebehoefte. De centrale bestaat uit twee kernreactoren van het type RBMK. Dit type was eveneens in gebruik in de verongelukte kerncentrale van Tsjernobyl. Deze kerncentrale werd ook wel de zustercentrale genoemd omdat op enige details na hetzelfde waren. De reactoren in Ignalina zijn naar aanleiding van deze ramp ingrijpend gemoderniseerd.
De bouw van de centrale begon in 1975. Oorspronkelijk was het de bedoeling dat er vier reactoren gebouwd zouden worden, om zo heel Litouwen, Letland, Estland en Kaliningrad van elektriciteit te voorzien. De eerste twee reactoren kwamen in 1984 en 1987 in dienst. Als reactie op de ramp in Tsjernobyl in 1986 ontstonden er echter grote protesten tegen de bouw van de centrale, en in 1988 werd besloten de bouw van de twee laatste reactoren te stoppen.
De Europese Unie, waartoe Litouwen in 2004 is toegetreden, maakte zich grote zorgen over de veiligheid van de centrale. De afgelopen jaren is veel geld geïnvesteerd in het verhogen van de veiligheid. Desondanks zag de EU de centrale liever helemaal verdwijnen. In 1999 bereikten Litouwen en de EU overeenstemming over de sluiting en de ontmanteling van de centrale. Op 31 december 2004 werd de eerste reactor stilgezet, op 31 december 2009 ook de laatste.

## Trivia
- De miniserie Chernobyl werd in deze kerncentrale gefilmd omdat hij van hetzelfde type is als die in Tsjernobyl.[1]